# スタンド・バイ・ミー
『スタンド・バイ・ミー』（原題: Stand by Me）は、1986年より公開されたアメリカ合衆国の青春映画。スティーヴン・キングによる中編小説『スタンド・バイ・ミー』(The Body)の映画化であり、ブルース・A・エバンスとレイノルド・ギデオンの脚本による脚色で、監督はロブ・ライナーが務めた。
ウィル・ウィートン、リヴァー・フェニックス、コリー・フェルドマン、ジェリー・オコンネル、キーファー・サザーランドらが出演した。
スティーヴン・ジェイ・シュナイダーの『死ぬまでに観たい映画1001本』に掲載されている。

## 概要
1950年代末のオレゴン州の小さな町キャッスルロックに住む4人の少年たちが好奇心から、線路づたいに“死体探し”の旅に出るという、ひと夏の冒険を描いている。兄弟間の葛藤において生じるカインコンプレックスについても描かれた。
アメリカでは当初16館の限定公開であったが、青春映画の「傑作」「金字塔」などとして、高く評価された。アカデミー賞の脚色賞、ゴールデングローブ賞のドラマ映画賞と監督賞の2部門にノミネートされた。

## あらすじ

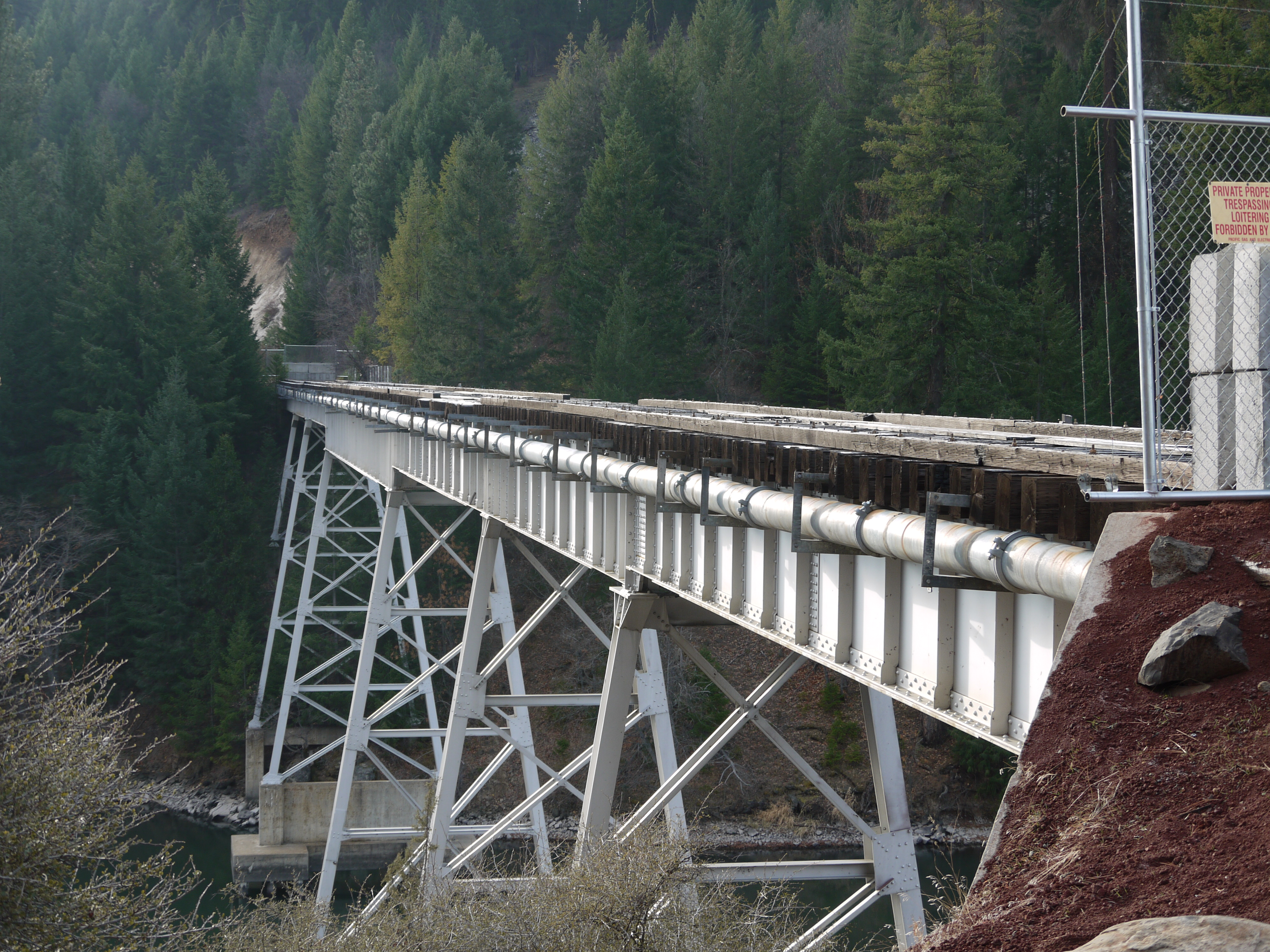
カリフォルニアのレイクブリットンを横切り、貨物列車の追跡シーンに使用されたマッククラウド鉄道の橋。（2012年）

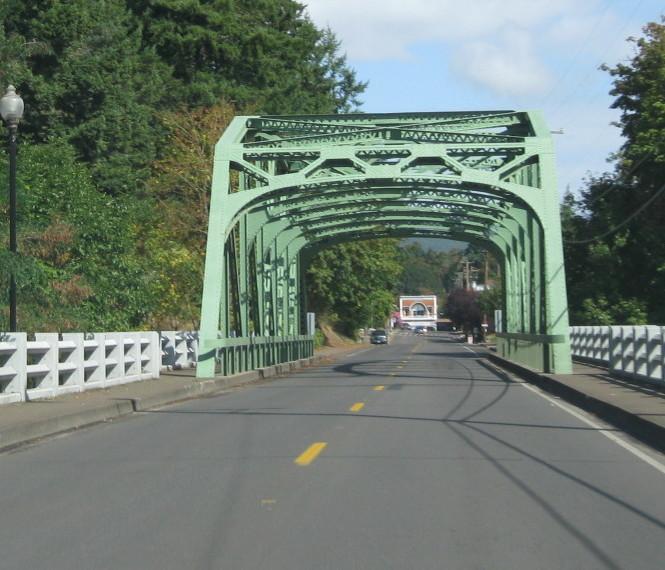
最後から2番目のシーンに使用されたオレゴン州ブラウンズビルに続く道路の橋（2009年）

作家ゴードン・ラチャンスはある日、「弁護士クリストファー・チェンバーズ刺殺される」という新聞記事に目をとめ、少年だった頃をふと思い起こす。
時は1959年。当時12歳だった彼は、オレゴン州の田舎町キャッスルロックに暮らしていた。そこはお世辞にも風紀が良いとは言えない、何かしらの劣悪な家庭環境に置かれた貧しい人たちが住む町であった。
物語を作る才能を持つゴーディ（ゴードンの愛称）、ガキ大将のクリス（クリストファー・チェンバーズ）、眼鏡をかけているテディ、ノロマで肥満児のバーンの4人は、性格も個性も異なっていたがウマが合い、いつも一緒に遊んでいた。木の上に組み立てた秘密小屋の中に集まっては、タバコを喫ったり、トランプをしたりと、少年期特有の仲間意識で結ばれていた。
ある日、バーンは不良グループの一味である兄たちの会話を盗み聞きしてしまう。3日前から行方不明になっているレイ・ブラワーという少年が、30キロ先の森の奥で列車に跳ねられ死体のまま野ざらしになっていることを知る。バーンがゴーディたちに話すと、「死体を見つければ有名になる。英雄になれる」と言う動機から、死体探しの旅に4人で出かける。
途中、喧嘩もするが、助け合いながら、鉄道の線路に沿って冒険のような旅を続ける。鉄橋で危うく列車に轢かれそうになったりしながら、その夜は森で野宿をする。クリスが持参したピストルを持って、交代で見張りをする。
見張りの間に、ゴーディとクリスが2人きりになる。物語を書く才能があるゴーディは、親に疎まれていることを気に病み、将来への希望も持てないことをクリスに打ち明ける。彼はゴーディの才能を評価し、作家になる夢をあきらめないよう助言する。一方でクリスは家庭環境の悪さから将来に希望が持てない上、自分が教師の私利私欲に利用されたということを打ち明ける。ゴーディは実は頭のいいクリスに、進学することを勧め、励ますのだった。
一方、バーンやクリスの兄たちがメンバーになっている不良グループを率いるエースが死体の話を聞きつけ、仲間を引き連れて死体のある場所へ車で向かい始める。
翌日、ゴーディら4人は、沼に落ちてヒルに血を吸われたりしながらも、ついに死体を発見する。そこにエースたち不良グループが現れ、死体を渡せとせまる。バーンとテディは逃げ出すが、クリスは毅然とした態度ではねつける。エースが怒り、ナイフでクリスを襲おうとした瞬間、ゴーディが上空に銃を発砲し、エースに銃口を突きつけ、不良グループは退散する。
遺体のことを匿名で警察に通報して、ひと夏の冒険が終わり、4人はいつものように町外れで別れた。その後は進路もバラバラになり、お互い疎遠になっていく。
大人になったゴーディは作家となり、結婚して2人の子供にも恵まれ、大きな一軒家に住めるほど成功し、一方のクリスは猛勉強して弁護士になる。そのクリスとも最近は10年以上会っていなかったが、クリスが亡くなった原因が、昔と変わらず正義感が強いがゆえ（喧嘩の仲裁）だったことに、「複雑な家庭環境のなかで仲間との友情を感じた12歳の頃のような友達は、二度とできることはない」と、静かに思い返す。

## 登場人物

### 主要人物
ゴーディ・ラチャンス
主人公。本名はゴードン・ラチャンス。12歳。性格は知的で真面目。物語を作る才能がある。年の離れた兄デニーを事故で亡くし、両親からその影響で冷遇されているが兄は生前可愛がってくれた。父の「お前だったらよかった」はゴーディ自身も思うことで複雑な感情を持っている。兄の葬式では泣くことができなかったが、レイ・ブロワーの死体を見て兄を思って泣いた。
ゴーディ（大人）
劇中での語り手。この時点の彼は妻子のいる小説作家で、庭の広い邸宅に住むことができるほどの成功を収めている。

クリス・チェンバーズ
本名はクリストファー・チェンバーズ。ゴーディの親友。グループのリーダー格。賢い少年だが、アルコール依存症の父親と不良の兄がいて、家庭に信用がないため、自分の将来を悲観している。周囲もクリス自身が将来は悪い人間になると思っているが、友達がいじめられていると助けるなど正義感が強く、愛情豊かな少年。ゴーディの才能に一目置いて、将来物書きになるよう勧めた理解者でもある。後に奮起して街を出て大学に進み弁護士となるが、ある日ファストフード店でもめていた客2人を仲裁し、客の持っていたナイフで喉を刺され死亡する。
原作では法学部の学生の頃に刺殺されている。
テディ・ドチャンプ
本名はセオドア・ドチャンプ。大きな眼鏡をかけている。粗野で無茶な性格。父親の影響からか、軍隊に憧れている。彼の父はノルマンディーで勇敢に戦ったという経歴を持つが、そのトラウマで精神を病んでいる。テディは父から虐待を受けており、ストーブで耳を焼かれてしまった過去も持つが、父を尊敬する気持ちも持っており、父親のことを侮辱された時には大声をあげて激昂している。この後、耳と目の問題で軍隊には入れず、一時刑務所に入ったが、出所後は日雇いで働いている。
原作では公共事業団に就職した後、飲酒運転の末に交通事故を起こして死亡している。
バーン・テシオ
少しノロマな太った少年。性格は臆病でうっかり者。自宅の床下にヘソクリを入れた瓶を埋めたが、どこに埋めたのか分からなくなってしまい、暇があると家の床下を掘っている。兄は不良グループのビリーで、バーンは彼らの会話から死体についての情報を盗み聞きした。その後、若くして結婚し、4人の子宝に恵まれ、材木場で働いている。
原作では高校時代にアパートの火事で死亡している。

### 不良グループ
エース・メリル
不良グループのリーダー。仲間とともに車で暴走して郵便受けをバットで破壊するなど無軌道に振る舞う。ただし、ゴーディに銃口を向けられた際に「俺以外の奴も撃つのか」と聞くなど仲間を想う気持ちはある模様。
原作では、キャッスルロックに帰省したゴーディが、かつての面影もない太った中年になったエースの姿を目撃している。また、キングの別作品の『ニードフル・シングス』にも中年になった姿で登場している。
アイボール・チェンバーズ
クリスの兄。本名はリチャード・チェンバーズ。通称の「アイボール」は右目が痙攣する持病に由来。不良グループのNo.2ポジションで、エースがゴーディから奪ったデニーの形見の野球帽をもらっている。
クリスがエースに暴行されてもヘラヘラと笑ってみているなど、弟思いのデニーと対比されている。
ドラマ『キャッスルロック』では、妻に家庭内暴力を振るった結果、殺害されたという設定で名前が登場した。
ビリー・テシオ
バーンの兄。少年の死体を発見した1人。死体のことをしゃべってしまいそうになるチャーリーを度々止めていたが、最終的には自身も釣り場でアイボールにそのことをバラしてしまう。不良グループの中では気性の荒い男で、バーンが話を盗み聞いたことを知った際にはその場で殴ろうとした。
チャーリー・ホーガン
不良グループの一員で、ビリーの相方的存在。口が軽く、軽率。ビリーと共に少年の死体の発見の件を隠すことにしたが、結局はビリヤード場でエースにその件をしゃべってしまい、不良グループも死体探しをすることになる。
ビンス・デジャルダン
不良グループの一員。エースの車とカーレースをした際に負けてしまう。

### その他
デニー・ラチャンス
ゴーディの兄で故人。アメフトのスター選手であり、両親から将来を期待されていたが、自動車事故により死亡。クリス同様ゴーディの文才を認めていた数少ない理解者の一人。家族で孤立しているコーディを気にかけたり、帽子をプレゼントするなど弟からも慕われる良き兄であった。
ゴーディの両親
デニーを事故で亡くした悲しみで気力を失っており、ゴーディにも関心を示さない。ゴーディは父から「お前が代わりに死ねばよかった」と言われる悪夢を見てしまうほど愛情を感じられずにいる。
レイ・ブラワー
汽車に轢かれて死亡した少年。最初ビリーらに発見され、後にゴーディらが匿名で通報したことで警察が発見した。
マイロ・プレスマン
廃車置き場の主人で、猛犬を飼っている。テディの父親を侮辱した。

## キャスト
| 役名                            | 俳優                         | 日本語吹替    | 日本語吹替   | 日本語吹替        | 日本語吹替                                               |
| 役名                            | 俳優                         | ANA機内上映版 | フジテレビ版 | VHS・DVD版        | BD版                                                     |
| ------------------------------- | ---------------------------- | ------------- | ------------ | ----------------- | -------------------------------------------------------- |
| ゴーディ・ラチャンス            | ウィル・ウィートン           | 菊池英博      | 神藤一弘     | 土井美加          | 滝原祐太                                                 |
| ゴーディ（大人） / ナレーション | リチャード・ドレイファス     | 池田秀一      | 樋浦勉       | 野島昭生          | 原康義                                                   |
| クリス・チェンバーズ            | リヴァー・フェニックス       | 難波克弘      | 梶野博司     | 高山みなみ        | 村上想太                                                 |
| テディ・ドチャンプ              | コリー・フェルドマン         | 岩田光央      | 岩田光央     | 水原リン          | 宮里駿                                                   |
| バーン・テシオ                  | ジェリー・オコンネル         | 鈴木一輝      | 大友大輔     | 亀井芳子          | 海鋒拓也                                                 |
| エース・メリル                  | キーファー・サザーランド     | 古谷徹        | 井上和彦     | 森川智之          | 加瀬康之                                                 |
| ビリー・テシオ                  | ケイシー・シーマツコ         | 堀内賢雄      | 堀内賢雄     | 坪井智浩          | 小尾元政                                                 |
| デニー・ラチャンス              | ジョン・キューザック         | 難波圭一      | 島田敏       | 坂口賢一          | 竹若拓磨                                                 |
| チャーリー・ホーガン            | ゲイリー・ライリー           | 塩屋翼        | 松野達也     | 真殿光昭          | 渡辺英雄                                                 |
| アイボール・チェンバーズ        | ブラッドリー・グレッグ       | 関俊彦        | 吉村よう     | 高木渉            |                                                          |
| ビンス・デジャルダン            | ジェイソン・オリヴァー       | 小野健一      | 星野充昭     | 吉田孝            |                                                          |
| ゴーディの父                    | マーシャル・ベル             | 安田隆        | 小林修       | 佐々木勝彦        | 水内清光                                                 |
| ゴーディの母                    | フランシス・リー・マッケイン | 荘司美代子    | 竹口安芸子   | 定岡小百合        | 泉裕子                                                   |
| 雑貨屋の主人                    | ブルース・カービー           | 藤本譲        | 塚田正昭     | 稲葉実            | 星野充昭                                                 |
| マイロ・プレスマン              | ウィリアム・ブロンダー       | 飯塚昭三      | 藤本譲       | 長島雄一          | 石住昭彦                                                 |
| グランディ市長                  | スコット・ビーチ             | 大木民夫      | 村松康雄     | 稲葉実            | 中博史                                                   |
| DJボブ・コーミア                | マット・ウィリアムズ         | 曽我部和恭    | 村山明       | 堀内賢雄          |                                                          |
| レイ・ブラワー                  | ケント・ラトレル             | 台詞なし      | 台詞なし     | 台詞なし          | 台詞なし                                                 |
| 役名不明                        |                              |               | 滝沢ロコ     | 喜田あゆ美 青山穣 | 佐藤晴男 伊丸岡篤 名越志保 朝倉栄介 船木真人 湊剛 柳宗良 |

- ANA機内上映版：1987年録音。全日空にて上映されたもの。BS10スターチャンネルにて2025年7月27日放送[7]。
- フジテレビ版：初回放送1989年8月12日『ゴールデン洋画劇場』
  - 演出：小山悟、翻訳：森みさ、調整：熊倉亨、効果：リレーション、制作：東北新社、担当：宮澤徹 / 小笠原恵美子（フジテレビ）、解説：高島忠夫
- VHS・DVD版：1998年7月24日発売のVHSに初収録。
  - 演出：伊達康将、翻訳：森みさ、調整：荒井孝、プロデュース：吉岡美惠子、制作担当：神部宗之 / 稲毛弘之（東北新社）、日本語版制作：東北新社
- Blu-ray Disc版：2011年6月22日発売の「製作25周年記念 HDデジタル・リマスター版 ブルーレイ・コレクターズ・エディション」に初収録。
  - 演出：岩見純一、翻訳：税田春介、録音：菊池悟史 / 荒川恵美子、日本語版制作：ACクリエイト株式会社

- 金曜ロードショーでは1996年8月9日放送予定だったが、渥美清が死去したのを受けて、『金曜特別ロードショー渥美清さん追悼企画』として『男はつらいよ 寅次郎真実一路』が急遽放送されたために8月23日に差し替えとなり、23日に予定されていた『火垂るの墓』の放送は翌年に延期された。
- 2021年5月28日の金曜ロードショーにて、視聴者が観たい映画を募り放送する企画「金曜リクエストロードショー」として放送された。

※ソニー・ピクチャーズ エンタテインメント発売の「吹替洋画劇場」シリーズ「『スタンド・バイ・ミー』 コロンビア90周年記念デラックスエディション」Blu-ray/DVDには本編ディスクとは別に、HD放映版の映像を使用してフジテレビ版とVHS版（ともにノーカット）の吹き替え版を収録した特典ディスクが付属している。
※日本語吹替は上記のほか、ゴーディ役のウィル・ウィートンを浪川大輔が吹き替え、堀内賢雄と岩田光央が出演したものも存在する。

## 製作
1986年3月、コロンビア・ピクチャーズは、元のタイトルである「The Body」が誤解を招くことを懸念し、映画のタイトルを「スタンド・バイ・ミー」に変更した。脚本家のレイノルド・ギデオンによると『ザ・ボディ』は「セックス映画、ボディビル映画、あるいはスティーブン・キングのホラー映画のように聞こえたという。『ロブが「スタンド・バイ・ミー」を思いついたんだけど、結果的に一番不評の少ない選択肢になったんだ』。この映画の名前はベン・E・キングの1961年の曲「スタンド・バイ・ミー」に由来し、エンディングクレジットで流れる。
2011年のインタビューでライナーは、この映画はゴーディのキャラクターに焦点を当てるべきだという彼の認識について語った。
「原作では4人の少年の話だったのですが…ゴーディを作品の中心人物に据えた時、納得がいきました。この映画は、自分に自信がなく、父親にも愛されていない少年の物語なのです。そして、遺体を探しに行く経験と少年たちとの友情を通して、彼は力を得て、大成功を収める作家へと成長しました。いわば、彼はスティーブン・キングのような存在になったのです。」
ライナーは、コメディアンである父カール・ライナーの名声の影に苦しんだ経験から、ゴーディに共感したと語っている。脚本家たちはライナーの提案を取り入れ、1984年12月までにエンバシーによる審査と承認を得るための新しい脚本を作成した。

インタビュー　ライナー
リヴァーは（ミルクマネーのシーンを）何度かやったけど、あの感情はなかった。私はただ彼を脇に連れて行き、
「それが何なのか教えなくてもいいけど、大人が、自分にとって大切な人が君を失望させ、彼らが君のそばにいないと感じたときのことを考えてみて」
と言いました。次のテイクは、映画に出てくるテイクです。彼が何を考えているのか、私には全くわかりませんでした。彼の父親か母親だったと思いますが、わかりません。彼は私にそれを決して言いませんでした。
この映画はライナーにとって大きな意味を持っていた。スクリーン上のキャラクターと同様に、彼は1959年、それが設定された年に12歳だった。映画に登場する他の少年たちと同様、彼も父親との関係にぎくしゃくしており、ライナーは「子供向け」映画ではめったに見られないキャラクターの深みを感じていた。
問題はそれを書いた男にとっても大きな意味を持っていたということだった。実際、ライナーは『スタンド・バイ・ミー』の原作となった『ザ・ボディ』が作家スティーヴン・キングがこれまでに生み出した中で最も自伝的な作品であることを痛感していた。
キングは映画館の席に座り、画面が暗転するのを静かに見つめていた。それから彼は立ち上がり、ライナーに数分間劇場を出なければならないと告げた。その数分は永遠のように思えたが彼が戻ってきた時、キングは「スタンド・バイ・ミー」がこれまでの彼の本の中で最も優れた映画化だったと言った。
リチャード・ドレイファスをナレーター（そして大人のゴーディ役）に決める前に、ライナーはデヴィッド・デュークス、テッド・ベッセル、マイケル・マッキーンを検討した。

## 撮影
主な撮影は1985年6月17日に始まり、1985年8月23日に終了した。
映画の一部は、架空の町キャッスルロックの代役であるオレゴン州ブラウンズビルで撮影された。この町は1950年代の小さな町の雰囲気から選ばれ、約100人の地元住民がエキストラとして雇用された。

## スタッフ
- 原作：スティーヴン・キング『スタンド・バイ・ミー』
- 監督：ロブ・ライナー
- 脚本：ブルース・A・エヴァンス、レイノルド・ギデオン
- プロデューサー：ブルース・A・エヴァンス、アンドリュー・シェインマン（英語版）
- 撮影監督：トーマス・デル・ルース（英語版）
- 音楽：ジャック・ニッチェ
- 美術：デニス・ワシントン

## 音楽
- エブリデイ（バディ・ホリー）
- レット・ザ・グッド・タイムス・ロール（シャーリー&リー）
- カム・ゴー・ウィズ・ミー（ザ・デル・ヴァイキングス）
- ウィスパリング・ベルズ（ザ・デル・ヴァイキングス）
- ゲット・ア・ジョブ（ザ・シルエッツ）
- ロリポップ（ザ・コーデッツ）
- ヤケティ・ヤック（ザ・コースターズ）
- 火の玉ロック（ジェリー・リー・ルイス）
- ミスター・リー（ザ・ボベッツ）
- スタンド・バイ・ミー（ベン・E・キング）

## 評価
Rotten Tomatoesによれば、批評家の一致した見解は「『スタンド・バイ・ミー』はスティーヴン・キングの思いと大人になることの試練の両方を捉えた奇妙な一面を持った思慮深く、ノスタルジックな映画である。」であり、評論64、批評家支持率92%、一般支持率は94％、平均点は5点満点中4.4点となっている。
Metacriticによれば、20件の批評家評論のうち、高評価は16件、賛否混在は4件、低評価はなく、平均点は100点満点中75点、一般評価の平均は10点満点の8.6点。

### その他評価
2022年に行われ350人が投票に参加した「夏に見たい映画 人気おすすめランキングベスト156作品 洋画編」では1位に輝いた。

### 受賞歴
| 賞                         | 部門                 | 対象                                         | 結果       |
| -------------------------- | -------------------- | -------------------------------------------- | ---------- |
| 第59回アカデミー賞         | 脚色賞               | ブルース・A・エヴァンス レイノルド・ギデオン | ノミネート |
| 第44回ゴールデングローブ賞 | 作品賞（ドラマ部門） |                                              | ノミネート |
| 第44回ゴールデングローブ賞 | 監督賞               | ロブ・ライナー                               | ノミネート |
| 第39回全米監督協会賞       | 長編映画監督賞       | ロブ・ライナー                               | ノミネート |

## テレビ放送
| 回数 | 放送局     | 番組名             | 放送日        | 吹替版       | 視聴率 | 備考                                                      |
| ---- | ---------- | ------------------ | ------------- | ------------ | ------ | --------------------------------------------------------- |
| 1    | フジテレビ | ゴールデン洋画劇場 | 1989年8月12日 | フジテレビ版 |        |                                                           |
| 2    | TBS        | 水曜ロードショー   | 1991年8月28日 | フジテレビ版 |        |                                                           |
| 3    | 日本テレビ | 金曜ロードショー   | 1996年8月23日 | フジテレビ版 |        |                                                           |
| 4    | テレビ東京 | 木曜洋画劇場       | 2000年1月6日  | フジテレビ版 | 8.4％  |                                                           |
| 5    | テレビ東京 | 午後のロードショー | 2005年1月11日 | フジテレビ版 |        |                                                           |
| 6    | テレビ東京 | 午後のロードショー | 2008年4月1日  | フジテレビ版 |        |                                                           |
| 7    | 日本テレビ | 金曜ロードショー   | 2021年5月28日 | VHS・DVD版   | 8.2%   | 視聴者リクエスト第5弾にて『グーニーズ』と共に選出された。 |
| 8    | BS-TBS     | 土曜デラックス     | 2025年1月4日  | VHS・DVD版   |        |                                                           |

## 本作に関係する作品
- ゲーム『MOTHER』は子供たちが線路に沿って歩きながら旅をするシーンが見られる[16]。
- ゲーム『ポケットモンスター 赤・緑』で主人公の家のテレビで、同映画と思われる映像が流れている[17]。
- ゲーム『ファイナルファンタジーXV』では、青春映画としての本作をオマージュするシーンが見られる[注 2]。

## リヴァー・フェニックスに対するメッセージ
ライナー

リバーとは連絡を取り続けていました。何度か会いましたが、彼はすでに薬物に手を出していました。どこかのホテルに遊びに来た時のことを覚えています。彼はかなりハイになっていて、「この子は一体どうなってるんだ？」と思いました。
ギデオン（脚本家）
『スタンド・バイ・ミー』の撮影中、リバーは塩素入りの水を飲もうとしませんでした。彼はとても自然で純粋な人間でなければならなかったのです。一体何が起こったのでしょうか？
ウィトン（ゴーディ）
私は長い間、彼に腹を立てていました。彼はトム・ハンクスのようなキャリアを築くはずだったのです。1作品2000万ドルの映画スターになるはずだったのです。彼が得たチャンスに近づくことすらできないほど、私は一生懸命努力してきたのに、本当に腹が立ちました。彼がそのチャンスを活かそうとしないことに、本当に腹が立ちました。そして、彼を救ってくれる人が誰もいないことに、本当に腹が立ちました。
フェルドマン（テディ）
私は問題を抱えてリハビリに行きました。施設から出てきた時、リバーは深刻な薬物問題を抱えていて、財産を失う危険があると告げられました。以前、私が出演していた映画のADから連絡がありました。彼女はちょうどリバーと『マイ・プライベート・アイダホ』を終えたばかりで、彼の体調が良くないと言っていました。
私は彼を助けるために連絡を取りました。彼よりずっと強く、12ステップ・プログラムで人々を支援していたからです。何度か電話で話しましたが、初めて話した時は、彼は私だと信じてくれませんでした。かなりぼんやりとした口調でした。私は「あなたが問題を抱えていると聞きました。私も同じ経験をしたので、力になりたいのです」と言いました。彼は私が逮捕された時、声を上げてくれた数少ない人の一人でした。彼はピープル誌の取材に答えて、「コリーは本当にいい人だよ。個人的な問題を抱えて刑務所に入る彼を、誰も見たくない」と言ってくれました。私も彼に恩返しがしたいと思いました。ロケから戻ったらロサンゼルスで会う予定でした。しかし、戻って3ヶ月ほど経った頃に彼は亡くなりました。
リチャード・ドレイファスは1978年から80年代にかけてコカイン中毒、薬物所持で逮捕があったが復帰を果たしている。
ドレイファス（作家ゴーディ、ナレーター）
フィリップ・シーモア・ホフマンのような俳優はいます。フィリップが亡くなった時、私たちが悲しんだのは、彼が亡くなったことだけでなく、私たちから広く知られていた未来を奪ってしまったことでした。彼にはこれから素晴らしい演技が期待されていたのに、大きな穴が開いたのです。リバー・フェニックスにも同じことが言えます。彼は間違いなく、当時台頭してきた俳優たちの中で最高の存在でした。映画スターになるには、演技力だけでなく、観客を感動させる力も必要です。多くの要素が組み合わさって初めてスターになれるのです。そして彼はそれをすべて持っていました。あまりにも若くして亡くなったため、それはまさに盗みでした。まさに強奪でした。
公開から30年経った今でも、『スタンド・バイ・ミー』は、子供時代から大人へと移り変わる、時にぎこちない過渡期を精巧に描いた作品として高い評価を得ています。キャストやライナーは、この映画が自分たちの人生に与えた影響や、登場人物への愛着について語ってくれる人がいない日はないと言います。
オコンネル（バーン）
私はレベッカ・ローミンという美しいモデルと結婚しています。彼女は私には到底及ばない、百万倍も及ばない存在です。付き合って3ヶ月ほど経った頃、妻はバークレー出身で、彼女の高校時代の友人たちに会いに行きました。少し酔っ払っていたら、彼女の高校時代の親友が「あのね、『スタンド・バイ・ミー』はレベッカの一番のお気に入りの映画なのよ。子供の頃、部屋中にそのポスターを貼っていたのよ」と言ってきました。彼女は私にそんなことは一度も言ってくれませんでした。